# گرد آشیلس

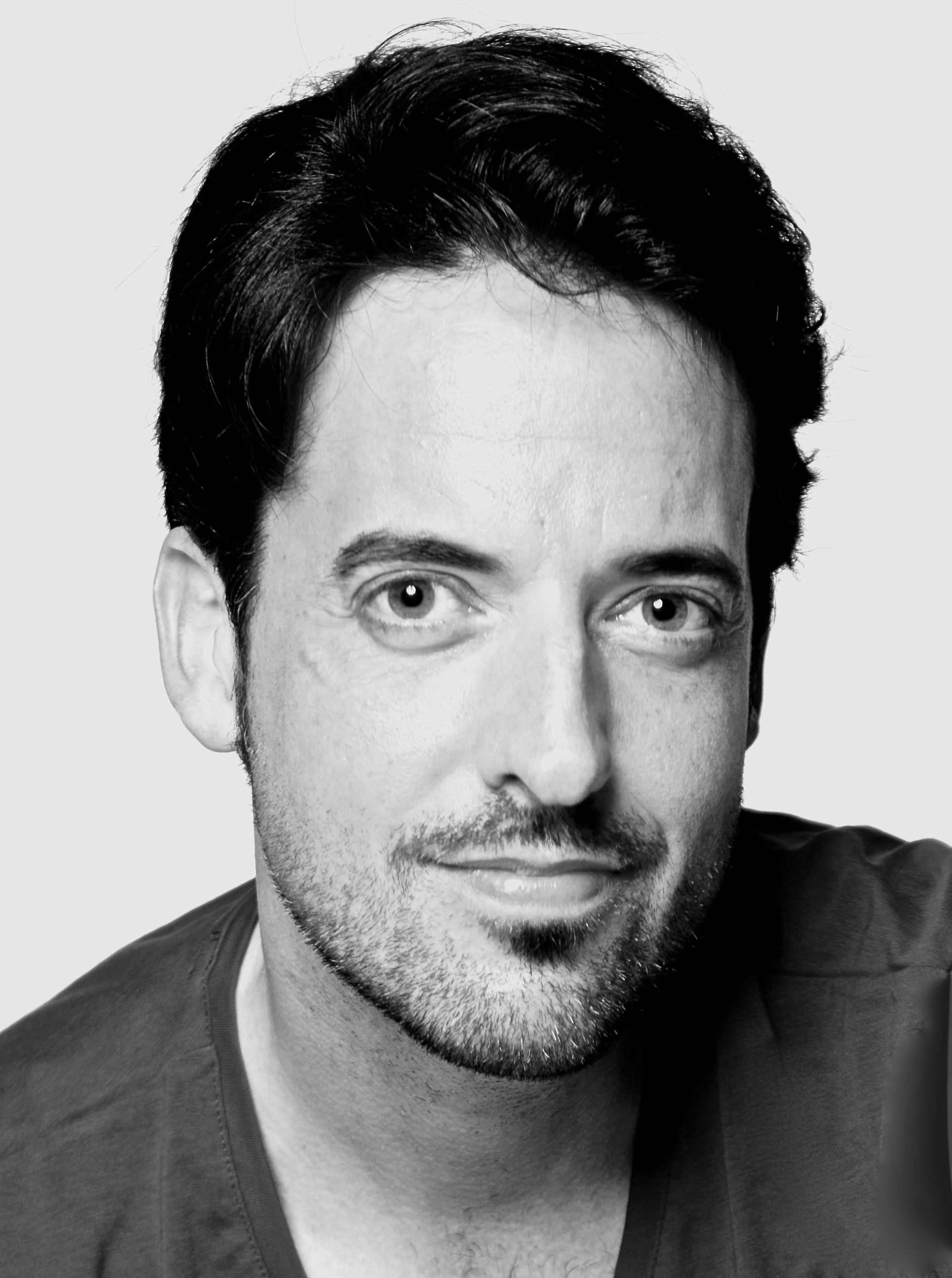
گرد آشیلس

گرد آشیلس (زاده ۱۹۷۹ در زیگبورگ) بازیگر، خواننده و مجری موسیقی آلمانی است.

## تحصیلات و شغل حرفه ای
گرد آشیل از مادری اسپانیایی و پدری آلمانی در زیگبورگ به دنیا آمد. پس از مدتی به عنوان دانشجوی مهمان در آکادمی موسیقی در وورزبورگ شروع به تحصیل نمود، او دوره آموزشی خود را در آکادمی تئاتر باواریا آگوست اوردینگ در تئاتر پرینزرگنت در مونیخ و در آکادمی سلطنتی موسیقی در لندن به پایان رساند. علاوه بر نقش‌های بازیگری و نقش‌های اپرت، او با نقش‌های اصلی متعدد در موزیکال‌ها نامی برای خود به ارمغان آورد.

## نقش‌ها (انتخابی)

### بازی
- باب در برنز ۱۵۴۸، ۲۰۱۷ در تئاتر روباز سالن شوابیش، کارگردان: عروسک کریستین

### اپرا
- گراف بونی در پرنسس چارداش، به کارگردانی هورست کوپیچ، ۲۰۰۲–۲۰۰۴ در تئاتر دولتی تورینگن

### موزیکال
- سیمون رنارد در لیدی بس، ۲۰۲۲ در تئاتر سنت گالن کارگردان: گیل مهرت[۲]
- پرسیوال گلاید در زن سفیدپوش، ۲۰۲۲ در تئاتر فورت / تئاتر Gmunden[۳] کارگردان: مارکوس التسنگا
- برناردو در داستان وست ساید، ۲۰۰۴ در فولکس تئاتر روستوک، به کارگردانی بابت بارز
- آناتولی سرگیفسکی در شطرنج، ۲۰۰۸ در تئاتر لونبورگ کارگردان: فیلیپ کوخهایم
- تورگو در ماری آنتوانت (اولین نمایش اروپایی)، ۲۰۰۹ در تئاتر برمن، به کارگردانی تامیا کوریاما
- بینوایان (موزیکال)، ۲۰۰۷ در جشنواره بد هرسفلد، به کارگردانی
- دان لاکوود در آواز در باران، ۲۰۱۹ در تئاتر لونبورگ، به کارگردانی اولاف اشمیت
- پیتر در کمپانی (اولین نمایش اتریش) در اپرای مجلسی وین در سال ۲۰۰۳ به کارگردانی فردیناندو شفالو
- دراکولا در دراکولا اثر فرانک وایلدهورن ۲۰۰۸ در تئاتر لونبورگ به کارگردانی فردریش فون منسبرگ
- ویتوریو ویدال در خیریه شیرین، ۲۰۱۰ در تئاتر نورنبرگ، به کارگردانی استفان هوبر
- جو در شکر، ۲۰۱۸ در تئاتر لونبورگ، به کارگردانی اولاف اشمیت
- بابی چایلد در دیوانه تو در تئاتر کوبورگ ۲۰۱۰ به کارگردانی ژان رنشو
- کرچاک/کلیتون/پورتر در تارزان دیزنی، ۲۰۱۴–۲۰۱۶ در تئاتر استیج آپولو اشتوتگارت، به کارگردانی باب کرالی
- سوئینگ/فرانک کرولی/گیلز (ما) در ربکا (اولین نمایش آلمانی)، ۲۰۱۲ در استیج پالادیوم تئاتر اشتوتگارت، کارگردان: فرانچسکا زامبلو
- سام/ هری (ما) در ماما میا!، ۲۰۱۹/۲۰۲۰ در تئاتر برلین غربی، کارگردان: فیلیدا لوید
- کورت هوفلدر در بان فری (اولین نمایش جهانی) توسط تیلو ولف و اوالد آبند، ۲۰۱۰ در تئاتر فورت، کارگردان: نیلوفر مونزینگ
- گراف رتنبرگ/ شاه لودویگ ۲ در لودویگ ۲ (اولین نمایش جهانی) ۲۰۰۵–۲۰۰۷ در سالن جشنواره نویشوانشتاین به کارگردانی کانال موریسون، سیلویا هاس
- برگر در مو، ۲۰۰۴ در تئاتر هوف، به کارگردانی کریگ سیمونز
- دکتر اوترنشلاگ در هتل بزرگ، ۲۰۰۸ در تئاتر سر جک لیونز، لندن، به کارگردانی مت رایان
- گروهی در رقص خون‌آشام‌ها، ۱۹۹۹/۲۰۰۰ در تئاتر رایموند در وین، به کارگردانی رومن پولانسکی

## کنسرت (انتخابی)
- کنسرت فواید دایره لباس، کنسرت اعلیحضرت ۲۰۱۱
- کنسرت کریسمس برای اعلیحضرت، آکادمی سلطنتی موسیقی ۲۰۰۸

## دیسکوگرافی

### انفرادی
- ۲۰۱۵: گرد آشیل – دربارهٔ خود بگویید (EP)

### موزیکال
- ۲۰۰۱: کمپانی (موزیکال) – ضبط بازیگران آلمانی
- ۲۰۰۵: لودویگ ² نکات برجسته موزیکال جدید
- ۲۰۰۶: لودویگ ² سی دی با دی وی دی جایزه
- ۲۰۰۸: ماریه آنتوینته – ضبط بازیگران آلمانی
- ۲۰۱۰: از روح کریسمس - ضبط زنده از کلن موزیکالدام
- ۲۰۱۲: ربکا – ضبط بازیگران آلمانی